# دويتشلاند (طراد ألماني)
دويتشلاند هي سفينة رائدة في فئتها من الطرادات الثقيلة والتي خدمت في بحرية ألمانيا النازية كريغسمارينه خلال الحرب العالمية الثانية. بأمر من حكومة فايمار من أجل الراشسمارين، وضعت في حوض بناء السفن دويتشه ويرك في كيل في فبراير 1929 واستكملت بحلول أبريل 1933. صنفها الألمان في الأصل على أنها سفينة مدرعة ( Panzerschiff ) من قبل الرايخسمارين، في فبراير 1940، قام الألمان بإعادة تصنيف السفينتين المتبقيتين من هذه الفئة كطرادات ثقيلة. في عام 1940، تم تغيير اسمها إلى لوتزو، بعد أن تم تسليم الطراد الثقيل Admiral Hipper-فئة إلى الاتحاد السوفيتي.

## التاريخ

### الحرب الأهلية الإسبانية
بعد اندلاع الحرب الأهلية الإسبانية سنة 1936، تم نشر دويتشلاند والأدميرال شير على الساحل الإسباني في 23 يوليو 1936 لتسيير دوريات عدم التدخل قبالة الساحل الذي يسيطر عليه الجمهوريون لإسبانيا. وأثناء عملها وُضع على أبراج الأسلحة شرائط كبيرة سوداء وبيضاء وحمراء للمساعدة في التعرف عليها من الجو والإشارة إلى وضعها المحايد. ومن ضمن واجباتها إجلاء اللاجئين الفارين من القتال، وحماية السفن الألمانية التي تحمل الإمدادات للقوميين بقيادة فرانشيسكو فرانكو، وجمع المعلومات الاستخبارية لهم.

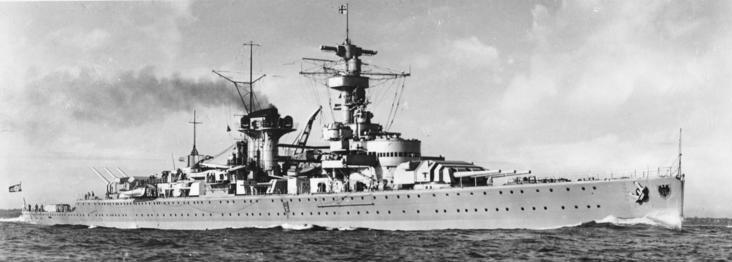
دويتشلاند في دورية عدم تدخل 1938

وفي مايو 1937 رست السفينة في ميناء بالما في جزيرة مايوركا إلى جانب العديد من السفن الحربية المحايدة الأخرى، ومنها سفن من البحرية البريطانية والإيطالية. تعرض الميناء للهجوم من الطائرات الجمهورية، وعلى الرغم من نيران السفن الحربية المضادة للطائرات دفعتهم إلى الابتعاد. ثم رافق الطراد دويتشلاند زورقا الطوربيد Seeadler و Albatross إلى جزيرة إيبيزا في 24 مايو. أثناء رسوها في الميناء هناك تعرضت مرة أخرى لهجوم من قاذفات القنابل الجمهورية؛ قصفت السفينة قاذفة قنابل من طراز SB-2 من صنع الاتحاد السوفيتي، وقادها سرا طيارون من سلاح الجو السوفيتي. ضربت السفينة قنبلتان، فاخترقت الأولى السطح العلوي بالقرب من الجسر وانفجرت فوق السطح المدرع الرئيسي بينما أصابت الثانية بالقرب من المدفع الأيمن الثالث 15 سم، مما تسبب في حرائق خطيرة تحت الطوابق. أسفر الهجوم عن مقتل 31 بحارًا ألمانيًا وجرح 74 آخرين.
قامت دويتشلاند بسحب مرساتها بسرعة وغادرت الميناء. فالتقت بالطراد أدميرال شير لتأخذ منها طاقم طبي إضافي، فانتقلت إلى جبل طارق حيث دفن الموتى بشرف عسكري كامل. لكن بعد عشرة أيام أمر هتلر بإخراج الجثث لإعادة دفنهم في ألمانيا. كما تم إجلاء جرحى السفينة في جبل طارق لتلقي العلاج. أمر هتلر الغاضب من الأدميرال شير أن تقصف ميناء ألمرية رداً على ما سمي حادثة دويتشلاند. أصدر ستالين بعد ذلك أوامر منع منعا باتا شن أي من هجمات أخرى على السفن الحربية الألمانية والإيطالية.
أمضت دويتشلاند معظم سنة 1938 و 1939 في إجراء مناورات تدريبية مع بقية الأسطول والقيام بزيارات ودية إلى مختلف الموانئ الأجنبية. قامت بزيارة رسمية إلى إسبانيا بعد انتصار القوميون في الحرب الأهلية الإسبانية سنة 1939. وشاركت السفينة في تدريب كبير للأسطول في المحيط الأطلسي مع أختها البارجة جراف شبي والطرادات الخفيفة كولن ولايبزيغ ونورنبرغ والعديد من المدمرات والغواصات وسفن الدعم.

### الحرب العالمية الثانية
في 24 أغسطس 1939، أي قبل أسبوع من الغزو الألماني لبولندا، أبحرت دويتشلاند من فيلهلمسهافن متجهة إلى موقع جنوب جرينلاند. ستكون مستعدة لمهاجمة حركة التجار المتحالفة في حالة نشوب حرب عامة بعد الهجوم على بولندا. تم تعيين سفينة التموين Westerwald لدعم دويتشلاند أثناء العملية.  أمرت دويتشلاند بالالتزام الصارم بإيقاف وتفتيش السفن بحثًا عن البضائع المهربة قبل إغراقها، وضمان إخلاء أطقمهم بأمان. كما أُمرت السفينة بتجنب القتال حتى مع القوات البحرية الأقل قوة، لأن تعطيل التجارة كان الهدف الأساسي.  يأمل هتلر في تحقيق سلام تفاوضي مع بريطانيا وفرنسا بعد أن اجتاح بولندا، وبالتالي لم يأذن لدويتشلاند ببدء مهمة مداهمة لها ضد السفن البريطانية والفرنسية حتى 26 سبتمبر.  بحلول هذا الوقت، كانت دويتشلاند قد انتقلت جنوبًا للصيد في الممر البحري لبرمودا - جزر الأزور. 

## الحواشي

### اقتباسات
1. 1 2 3  Williamson، صفحة 14.
2. 1 2 3  Murphy، صفحة 10.
3. ↑  Williamson، صفحة 15.
4. 1 2  Jackson.
5. 1 2  Bidlingmaier.